# Dubawiec (obwód homelski)
Dubawiec (biał. Дубавец; ros. Дубовец) – osiedle na Białorusi, w obwodzie homelskim, w rejonie homelskim, w sielsowiecie Dauhalessie, nad Dnieprem.